# Мюгабюр, Пьер-Ксавье
Пьер-Ксавье́ Мюгабю́р (фр. Pierre-Xavier Mugabure MEP, 1 сентября 1850, Франция — 27 мая 1910 года, Токио, Япония) — католический прелат, миссионер, архиепископ Токио с 27 июня 1906 года по 27 мая 1910 год, член миссионерской организации «Парижское общество заграничных миссий».

## Биография
19 сентября 1874 года Пьер-Ксавье Мюгабюр был рукоположён в священника, после чего был отправлен на миссию в Японию.
21 марта 1902 года Римский папа Лев XIII назначил Пьера-Ксавье Мюгабюра вспомогательным епископом архиепархии Токио и титулярным епископом Сагалассуса. 22 июня 1902 года состоялось рукоположение Пьера-Ксавье Мюгабюра в епископа, которое совершил архиепископ Токио Пьер-Мари Осуф в сослужении с епископом Нагасаки Жюлем-Альфонсом Кузеном и епископом Хакодате Александром Берлио.
27 июня 1906 года Римский папа Пий X назначил Пьера-Ксавье Мюгабюра архиепископом Токио.
Скончался 27 мая 1910 года в Токио.